# Цогтын Амарбаясгалан
Цогтын Амарбаясгалан (монг. Цогтын Амарбаясгалан; яп. アマラ忍; род. 20 ноября 1979, Дарханский аймак, МНР — монгольский профессиональный кикбоксер. Проживает в Японии. Много раз менял псевдонимы: 千葉忍 (Синобу Тиба), 花戸忍 (Синобу Ханадо), 白鳥忍 (Синобу Сиратори), アマラ忍 (Синобу Амара). После вступления в организацию K-1 начал выступать под именами Цогт Амара (ツグト・アマラ) и Цогт Синобу Амара (ツグト"忍"アマラ).

## Биография
Родился 20 ноября 1979 года Дарханском аймаке МНР. С 15 лет начал посещать кружок карате кёкусинкай, и в 18 лет стал чемпионом страны по этому виду спорта. В 2001 году эмигрировал в Японию. 4 мая победил нокаутом в поединке соревнований Японского союза воинского искусства кикбоксинга. 30 марта 2001 года победил в состязании KING COMBAT 2002 в разряде 60 кг. 28 апреля 2002 года на поединке на арене Коракуэн нокаутом победил бойца, выступавшего под псевдонимом Файтинг Маэдзава (ファイティング前沢), и позднее стал чемпионом Японского союза кикбоксинга. Позже сменил организацию и стал выступать в состязаниях, огранизуемых клубами Такахаси Додзё и Всеяпонским союзом борьбы, проведя свой первый поединок 16 июня 2002 года. 13 апреля 2004 года победил в поединке Масахиро Ямамото.
18 июня 2005 года выиграл состязания борцов в лёгком весе. 4 января 2006 года стал чемпионом Всеяпонского союза. 5 апреля 2006 года стал чемпионом мира на K-1 WORLD MAX 2006. 4 апреля 2007 года одержал победу над Ж. Нарантунгалагом.
В 2010 году снялся в монгольском фильме «Операция „Татар“» в роли охранника.